# قدرت (روابط بین‌الملل)

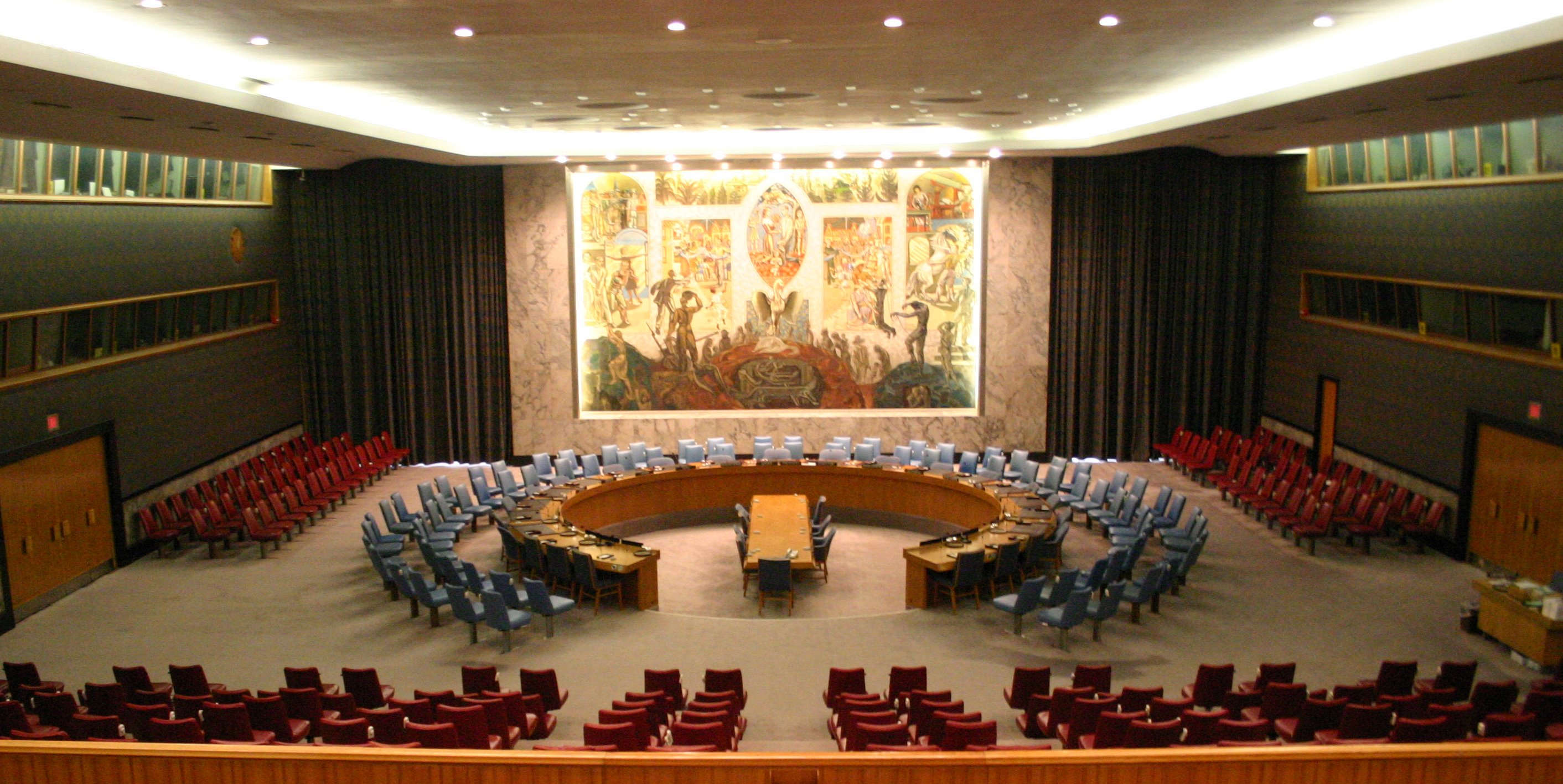
مجلس شورای امنیت سازمان ملل متحد

قدرت در روابط بین‌الملل به روش‌های مختلفی تعریف می‌شود. دانشمندان علوم سیاسی, مورخان, و دست اندرکاران روابط بین‌الملل (دیپلمات ها) برداشت‌های زیر را از قدرت سیاسی دارند:
- قدرت به عنوان هدف دولت‌ها یا رهبران;
- قدرت به عنوان سنجش نفوذ یا کنترل بر نتایج، وقایع، کنشگران و موضوعات (برونش ها);
- قدرت به عنوان منعکس‌کنندهٔ  'پیروزی در جنگ(کشمکش) و دستیابی به ' امنیت.
- قدرت به عنوان کنترل بر منابع و قابلیت ها.
- قدرت به عنوان وضعیت قانونی یا شان ، که برخی از ایالت‌ها یا کنشگران دارند و برخی دیگر ندارند.

گفتمان مدرن به‌طور کلی بر مبنای قدرت دولت‌ها شامل هر دو قدرت اقتصادی و نظامی صحبت می‌کند.آن دولت‌هایی که دارای مقادیر قابل توجهی از قدرت در سیستم بین‌المللی هستند دسته بندی می‌شوند ،به عنوان قدرت متوسط ها، قدرت‌های منطقه ای ها، قدرت‌های بزرگ ها، ابرقدرتها، یا امپراتوری‌ها / سلطه گران، اگر چه هیچ استاندارد مورد قبول برای آنچه که یک دولت قدرتمند را تعریف می‌کند وجود ندارد.گروه ۲۰ به عنوان نشستی از دولت هاست که تلاش در تغییر درجات نفوذ در سیستم بین‌المللی را دارد، دیده می‌شود.
اشخاص و موسسات و نهادها غیر از کشورها هم می‌توانند در روابط بین‌المللی صاحب قدرت و تأثیرگذار شوند.که می‌توانند شامل اتحادیه‌های چندملیتی مانند اتحادی اروپا سازمان‌های بین‌المللی، سازمان‌های نظامی متحد مانند ناتو، شرکت‌های چند ملیتی مانند وال-مارت،سازمان‌های غیر دولتی، کلیسای کاتولیک، القاعده، یا دیگر نهادها مانند بازرگانان لیگ برتر باشد.

## کارکردهای قدرت
با اینکه امروزه استفاده از قدرت در صحنه بین‌الملل دارای اشکال گوناگونی است اما ترجمان قدرت را باید در کارکردهای زور جستجو کرد که عبارتند از:
- دفاعی: با هدف دفع حملات و کاهش خسارت‌های ناشی از حمله که می‌تواند روشی صلح‌آمیز یا فیزیکی داشته باشد، مقصد آن اول نظامی و سپس صنعتی است و ویژگی ضربه نخست برای مقاصد دفاعی را دارد.
- بازدارندگی: هدف آن جلوگیری از آغاز یک حمله توسط دشمن است که روشی صلح‌آمیز دارد و مفصل ج مقصد آن در درجه نخست غیرنظامی و سپس نظامی یا صنعتی است. ویژگی آن تهدید به تلافی و آمادگی وارد کردن ضربه دوم است.
- اجبارکنندگی: هدف این کارکرد مجبور کردن دشمن به توقف انجام برخی اقدامات است که می‌تواند روشی صلح‌آمیز یا فیزیکی داشته باشد. مقاصد آن می‌تواند بدون طبقه‌بندی نظامی، غیرنظامی یا صنعتی باشد. دستیابی به این کارکرد مشکل است اما نشان دادن آن به دشمن آسان.
- پرستیژ: هدف آن تقویت پرستیژ و روش آن صلح‌آمیز است. مقصد خاصی ندارد اما ممکن است تهدیدکننده باشد.[۲]

### رده بندی قدرت‌ها

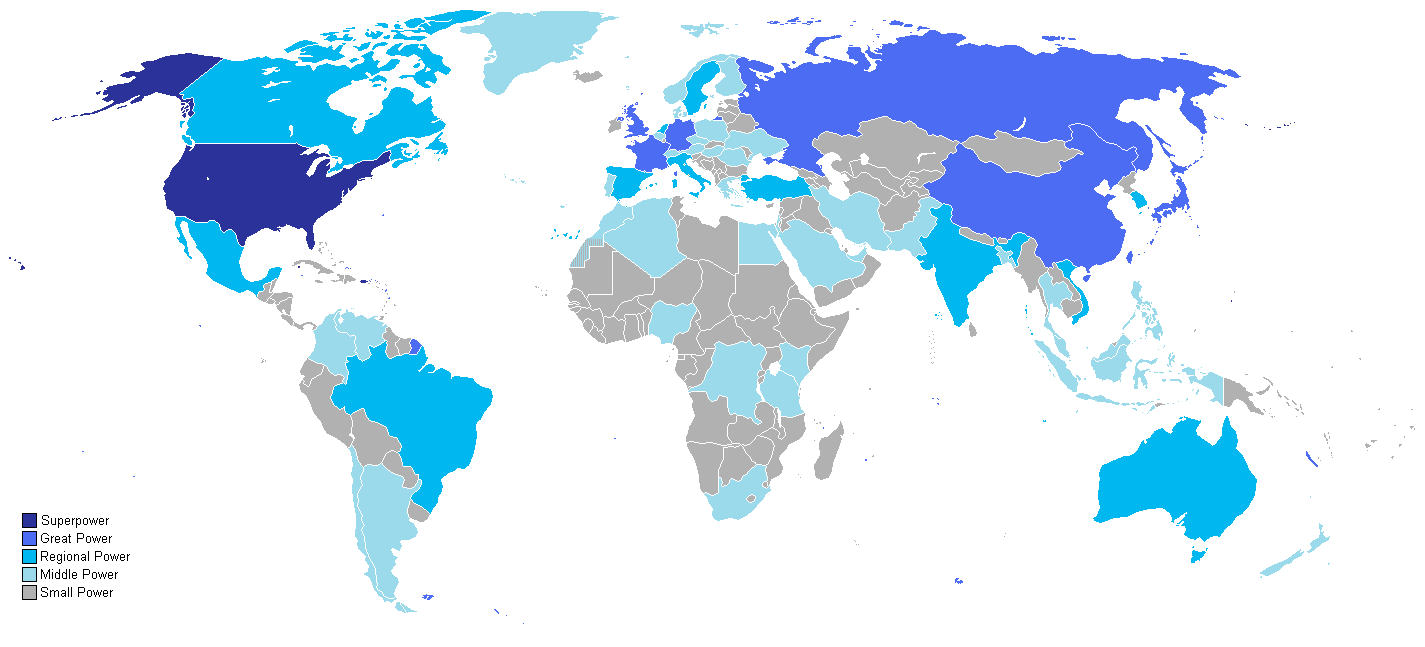
نقشه نشان دهندهء دسته بندی قدرت در روابط بین‌المللی است.
کشورهایی که اغلب از آن‌ها به عنوان ابرقدرت یاد می‌شود.
کشورهایی اغلب از آن‌ها به عنوان یک قدرت بزرگ یاد می‌شود.
کشورهایی که اغلب از آن‌ها به عنوان قدرت‌های منطقه ای یاد می‌شود.
کشورهایی که اغلب از آن‌ها به عنوان قدرت متوسط یاد می‌شود.